# Megafroneta
Megafroneta es un género de arañas araneomorfas de la familia Linyphiidae. Se encuentra en Nueva Zelanda. 

## Lista de especies
Según The World Spider Catalog 12.0:
- Megafroneta dugdaleae Blest & Vink, 2002
- Megafroneta elongata Blest, 1979
- Megafroneta gigas Blest, 1979